# Buccinasco
Buccinasco is een gemeente in de Italiaanse metropolitane stad Milaan (regio Lombardije) en telt 25.922 inwoners (31-12-2004). De oppervlakte bedraagt 12,0 km², de bevolkingsdichtheid is 2316 inwoners per km².
De volgende frazioni maken deel uit van de gemeente: Gudo Gambaredo.

## Demografie
Buccinasco telt ongeveer 9480 huishoudens. Het aantal inwoners steeg in de periode 1991-2001 met 23,9% volgens cijfers uit de tienjaarlijkse volkstellingen van ISTAT.
| Jaar | Inwoneraantal |
| ---- | ------------- |
| 1991 | 20.085        |
| 2001 | 24.877        |

## Geografie
De gemeente ligt op ongeveer 113 m boven zeeniveau.
Buccinasco grenst aan de volgende gemeenten: Milaan, Corsico, Trezzano sul Naviglio, Assago, Zibido San Giacomo.